# Monlezun
Monlezun (gaskognisch: Montlesun) ist eine französische Gemeinde mit 162 Einwohnern (Stand 1. Januar 2022) im Département Gers in der Region Okzitanien (bis 2015 Midi-Pyrénées); sie gehört zum Arrondissement Mirande und zum Gemeindeverband Bastides et Vallons du Gers. Die Bewohner nennen sich Monlezanais/Monlezanaises.

## Geografie
Monlezun liegt rund  Kilometer nordwestlich von Mirande und 32 Kilometer nordöstlich von Tarbes im Süden des Départements Gers. Die Gemeinde besteht aus Weilern, zahlreichen Streusiedlungen und Einzelgehöften. Der Arros bildet streckenweise die östliche Gemeindegrenze.
Nachbargemeinden sind Laveraët im Norden, Saint-Christaud im Nordosten, Pallanne im Osten, Tillac im Osten und Südosten, Troncens im Süden, Blousson-Sérian im Südwesten, Ricourt im Westen sowie Marciac im Nordwesten.

## Bevölkerungsentwicklung
| Jahr                       | 1962 | 1968 | 1975 | 1982 | 1990 | 1999 | 2006 | 2020 |
| Einwohner                  | 265  | 218  | 179  | 195  | 199  | 189  | 203  | 171  |
| Quellen: Cassini und INSEE |      |      |      |      |      |      |      |      |

## Sehenswürdigkeiten

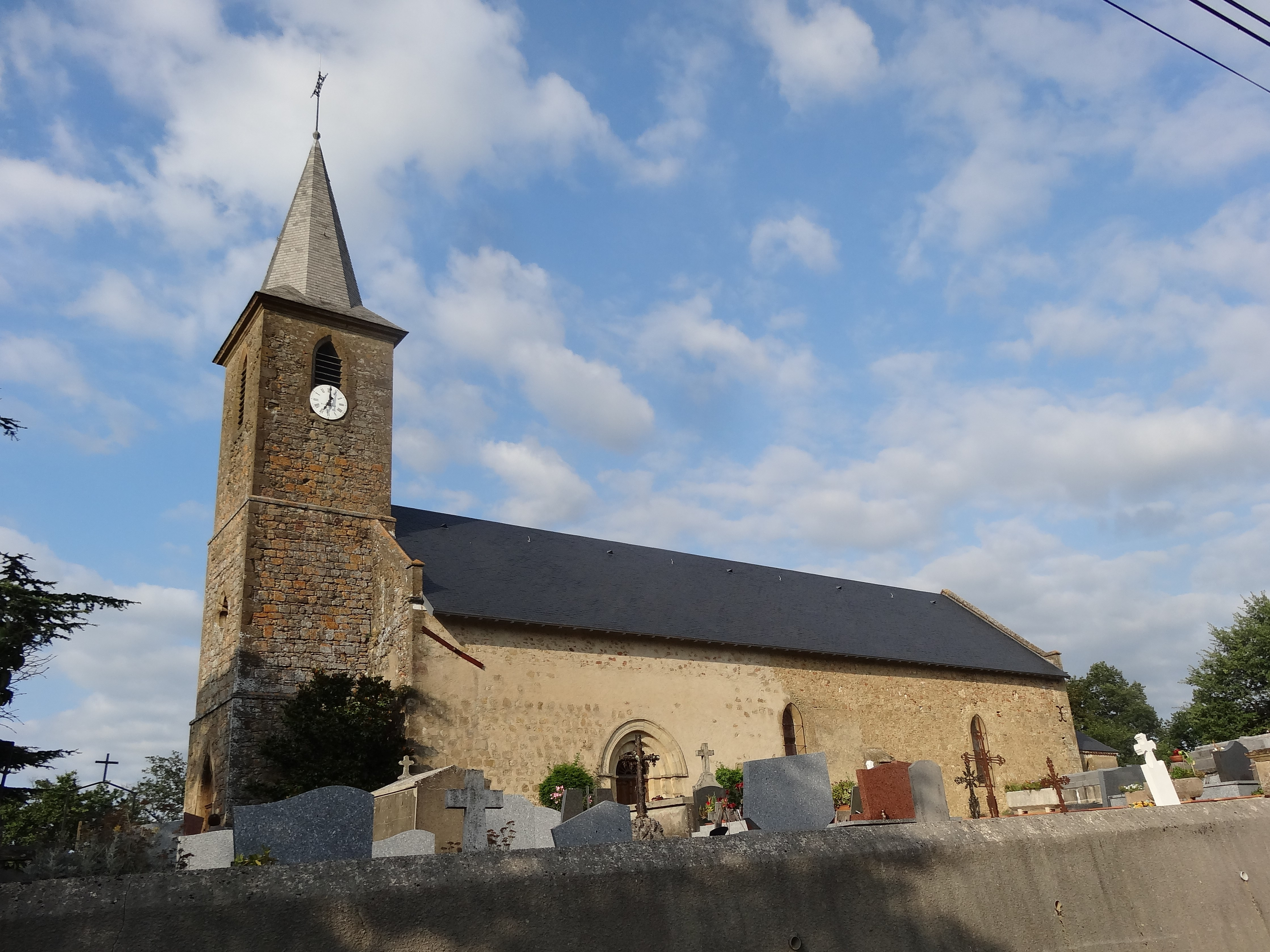
Kirche Saint-Martin

- Kirche Saint-Martin
- Schlossruine
- Denkmal für die Gefallenen[1]